# 槙田一章
槙田 一章（まきだ かずあき）は、日本の男性アニメーター、キャラクターデザイナー。SynergySP所属。
主に女児向けアニメのキャラクターデザインに務めた。

## 参加作品
特記のない場合は槙田一章名義

### テレビアニメ
1991年
- 魔法のプリンセス ミンキーモモ（1991年 - 1992年、動画）

1993年
- ポコニャン!（1993年 - 1996年、動画）

1995年
- それいけ!アンパンマン（1995年 - 1997年、原画）

1996年
- こどものおもちゃ（1996年 - 1998年、原画）

1998年
- ブレンパワード（原画）
- タッチ Miss Lonely Yesterday あれから君は…（原画）
- スーパードール★リカちゃん（1998年 - 1999年、作画監督・原画）
- カードキャプターさくら（1998年 - 2000年、原画）

1999年
- Bビーダマン爆外伝V（1999年 - 2000年、原画）
- HUNTER×HUNTER（1999年 - 2001年、原画）

2000年
- ドキドキ♡伝説 魔法陣グルグル（原画）
- サクラ大戦TV（原画）
- NieA 7（作画監督）

2001年
- Cosmic Baton Girl コメットさん☆（2001年 - 2002年、キャラクターデザイン・作画監督） - まきだかずあき名義

2002年
- 爆転シュート ベイブレード 2002（作画監督）
- わがまま☆フェアリー ミルモでポン!（作画監督）

2003年
- マーメイドメロディー ぴちぴちピッチ（2003年 - 2004年、キャラクターデザイン、総作画監督） - まきだかずあき名義

2004年
- マーメイドメロディー ぴちぴちピッチ ピュア（キャラクターデザイン、総作画監督） - まきだかずあき名義
- パンダーゼット THE ROBONIMATION（原画）

2005年
- B-伝説! バトルビーダマン 〜炎魂（ファイヤースピリッツ!）〜（原画）
- MÄR-メルヘヴン-（2005年 - 2007年、作画監督・原画） - 作画監督のみまきだかずあき名義

2007年
- ハヤテのごとく!（OP原画）

2018年
- 狐狸之声（作画監督）
- 新幹線変形ロボ シンカリオン（2018年 - 2019年、作画監督）
- ポチっと発明 ピカちんキット（2018年 - 2020年、作画監督・原画）

2020年
- 八男って、それはないでしょう!（作画監督、総作画監督）
- ハクション大魔王2020（作画監督） - まきだかずあき名義
- ドラえもん（-現在、作画監督・原画）

2021年
- 大正オトメ御伽話（作画監督、総作画監督）

2022年
- カッコウの許嫁（総作画監督）

2023年
- カワイスギクライシス（総作画監督）
- カノジョも彼女 Season 2（作画監督）

2024年
- 治癒魔法の間違った使い方（総作画監督）
- ハズレ枠の【状態異常スキル】で最強になった俺がすべてを蹂躙するまで（作画監督）

### 劇場アニメ
- それいけ!アンパンマン 空とぶ絵本とガラスの靴（1996年、原画）
- 劇場版カードキャプターさくら（1999年、原画）
- 映画コラショの海底わくわく大冒険!（2019年、生物/プロップデザイン・作画監督）

### OVA
- MINKY MOMO IN 夢にかける橋（1993年、動画）
- 七都市物語〜北極海戦線〜（1993年、動画）
- 新・キューティーハニー（1994年 - 1995年、レイアウト・原画）
- 3×3EYES ～聖魔伝説～（1995年 - 1996年、動画チェック・原画）

## イラスト集
- 『コメットさん メモワール・ド・エトワール』（エムディエヌコーポレーション 2003年7月23日発売） ISBN 4-8443-5698-4